# الأحلام تتحقق (فلم 1984)
الأحلام تتحقق (بالإنجليزية: Dreams Come True) هو فيلم مغامرة من إنتاج عام 1984 وإخراج ماكس كالمانويتش.

## وصلات خارجية
الأحلام تتحقق على موقع IMDb (الإنجليزية)
- الأحلام تتحقق على موقع روتن توميتوز (الإنجليزية)
- الأحلام تتحقق على موقع أول موفي (الإنجليزية)
- الأحلام تتحقق على موقع قاعدة بيانات الفيلم (الإنجليزية)
- الأحلام تتحقق على موقع ليتربوكسد (الإنجليزية)
- الأحلام تتحقق على موقع كينوبويسك (الروسية)